# This Time (álbum de Melanie C)
This Time es el cuarto álbum de estudio de la cantante británica Melanie Chisholm, exintegrante de las Spice Girls.
El álbum salió a la venta en abril de 2007 en el Reino Unido y Suiza, nuevamente bajo Red Girl Records, su propio sello discográfico, para luego ser lanzado en toda Europa. Contó con las colaboraciones de Adam Argyle, Peter-John Vettese, Guy Chambers y Cathy Dennis.
En la semana de su debut se posicionó en el #57 en el Reino Unido, y alcanzó el #8 en Suiza.
El primer sencillo fue The moment you believe, el cual fue lanzado en toda Europa, siendo #1 en España.
Posteriormente, Chisholm lanzó I want candy, incluido en la película homónima, y en la cual actuarán Tom Riley, Carmen Electra, Tom Burke, y MacKenzie Crook. El mismo logró posicionarse en el #24 del Reino Unido.
En junio de 2007 fue lanzado el tercer sencillo, "Carolyna" sencillo el cual fue reeditado para Canadá en abril de 2008 como un abre bocas para su "this time canadian tour" en mayo y como segundo sencillo en ese país "Understand", posicionándose como #1 en las listas de videos más votados por sus fanes en Much Music. 

## Lista de canciones
| #   | Canción                                     | Escritores                                                    | Productores                 | Duración |
| --- | ------------------------------------------- | ------------------------------------------------------------- | --------------------------- | -------- |
| 1.  | «Understand»                                | Adam Argyle, Melanie Chisholm                                 | Steve Mac                   | 3:43     |
| 2.  | «What if I stay»                            | Adam Argyle, Jill Jackson                                     | Stephen Hague               | 3:17     |
| 3.  | «Protected»                                 | Guy Chambers, Cathy Dennis, Melanie Chisholm                  | Guy Chambers, Richard Flack | 4:37     |
| 4.  | «This Time»                                 | Adam Argyle                                                   | Joel Edwards, Robin Barter  | 3:32     |
| 5.  | «Carolyna»                                  | Melanie Chisholm, Paul Gendler, Steve Mac                     | Steve Mac                   | 3:21     |
| 6.  | «Forever again»                             | Adam Argyle, Kevin D Hughes, Lee Graves                       | Stephen Hague               | 3:44     |
| 7.  | «Your mistake»                              | Adam Argyle, Melanie Chisholm                                 | Greg Hatwell, Marc Lane     | 3:55     |
| 8.  | «The Moment You Believe»                    | Melanie Chisholm, Peter-John Vettese                          | Peter-John Vettese          | 3:35     |
| 9.  | «Don't let me go» (feat. Adam Argyle)       | Adam Argyle, Jill Jackson                                     | Stephen Hague               | 3:57     |
| 10. | «Immune»                                    | Pete Woodroffe, Charlie Grant, James Bourne                   | Stephen Hague               | 4:47     |
| 11. | «May your heart»                            | Melanie Chisholm, Gary Clark                                  | Stephen Hague & Gary Clark  | 4:04     |
| 12. | «Out of time»                               | Melanie Chisholm ,Phil Thornalley, Dave Munday                | Phil Thornalley             | 3:47     |
| 13. | «Fragile» (Bonus track Portugal y Brasil)   | Melanie Chisholm, Greg Hatwell                                | Greg Hatwell                | 4:05     |
| 14. | «I Want Candy» (Bonus track)                | Richard Gottehrer ,Bert Russel ,Bob Feidman, Gerald Goldstein | Stephen Hague               | 3:24     |
| 15. | «First Day of My Life» (Bonus track Italia) | Guy Chambers, Enrique Iglesias                                | Richard Flack               | 3:24     |

## Lados B
| * | Título                     | Lado B del sencillo                                           | Escritores                                   | Productores   | Duración |
| - | -------------------------- | ------------------------------------------------------------- | -------------------------------------------- | ------------- | -------- |
| * | «Fragile»                  | The Moment You Believe y Carolyna - UK DVD                    | Melanie Chisholm/Greg Hatwell                | Greg Hatwell  | 4:05     |
| * | «Already Gone»             | I Want Candy - UK 7"                                          | Melanie Chisholm/Phil Thornalley/Dave Munday | Stephen Hague | 4:12     |
| * | «First Day of My Life»     | Carolyna - UK CD (lanzado como single en 2005 solo en Europa) | Enrique Iglesias/Guy Chambers                | Richard Flack | 4:04     |
| * | «We Love to Entertain You» | This Time - UK CD                                             | Melanie Chisholm/Greg Hatwell                | Greg Hatwell  | 3:34     |

## Fechas de lanzamiento
| País     | Fecha                  |
| -------- | ---------------------- |
| Alemania | 30 de marzo de 2007    |
| UK       | 2 de abril de 2007     |
| Canadá   | 8 de abril de 2008     |
| Brasil   | 2 de noviembre de 2009 |

## Listas y certificaciones
| País     | Proveedor                          | Posición | Certificación | Unidades |
| -------- | ---------------------------------- | -------- | ------------- | -------- |
| Suiza    | Media Control                      | 8        | Oro           | 15,000+  |
| Alemania | Media Control                      | 15       | -             | -        |
| Austria  | Media Control Europe               | 26       | -             | -        |
| Europa   | IFPI                               | 34       | -             | -        |
| Suecia   | GLF                                | 48       | -             | -        |
| Polonia  | ZPAV                               | 54       | -             | -        |
| UK       | BPI/The Official UK Charts Company | 57       | -             | 13,502   |
| Italia   | FIMI/Nielsen                       | 77       | -             | -        |